# Nafs
Nafs è un termine arabo che nel Corano assume il significato di sé, psiche, ego o anima. Nafs è un concetto importante nella tradizione Islamica, specialmente nel Sufismo, dove nel suo stato indefinito, "l'ego (nafs) è la dimensione più bassa dell'esistenza interiore dell'uomo, la sua natura animale e satanica."

## Tre principali fasi dellanafs
Ci sono tre principali fasi della nafs, specificatamente citati nel Corano. Queste si riferiscono al processo di sviluppo, raffinamento e controllo della nafs.

### Lanafstentatrice (nafs-i-ammara)
Nella sua fase primitiva, la nafs ci incita a compiere il male: questa è la nafs intesa come il Sé più basso, gli istinti di base..
Nella Sūra eponima del Corano, Il profeta Yusef dice, spiegando le circostanze che l'hanno portato a essere ingiustamente imprigionato con l'accusa di aver sedotto Zuleika:
(Corano, Sura 12, vv. 53, traduzione di Roberto Hamza Piccardo, 1994)
L'Islam enfatizza l'importanza di combattere la nafs perché il profeta Maometto disse tornando da una battaglia "Torniamo ora dalla piccola guerra (Jihād) per andare ad affrontare la grande".  I suoi compagni chiesero "Oh profeta di Dio, qual è la grande guerra?" rispose "La battaglia contro la nafs."
Il Corano incoraggia il fedele a "preservare la nafs dalle passioni"(Corano, Sura 79, vv. 40) e un altro ḥadīth avverte che "il peggior nemico che avete è la nafs al vostro fianco". Rumi ammonisce contro la nafs intesa come ipocrisia religiosa, dicendo che "la nafs ha un rosario e un Corano in mano, e una scimitarra e un pugnale nelle maniche."
Talvolta le figure di animali sono usate per descrivere la nafs. Un'immagine popolare è quella dell'asino o di un cavallo selvaggio che deve essere domato e allenato in modo da portare alla meta il suo cavaliere. Rumi paragona la nafs a un cammello che l'eroe Majnun, rappresentante l'intelletto ('Aql), tira per farlo andare verso l'abitazione della sua amata.

### Lanafsin preda al rimorso (nafs-i-lawwama)
Nella Sura al-Qiyama il Corano cita la "nafs in preda al rimorso". (Corano, Sura 75, vv. 2) Questa è la fase in cui "la coscienza si risveglia e ci si trova in preda al rimorso per avere ascoltato il proprio ego. Ci si pente e si chiede perdono." Qui la nafs è ispirata dal cuore, vede i risultati delle azioni, concorda col cervello, vede le proprie debolezze e aspira alla perfezione.

### Lanafsacquietata (nafs-i-mutma'inna)
Nella Sura al-Fajr il Corano cita "la nafs ormai acquietata". (Corano, Sura 89, vv. 27) Questa è la fase ideale per i Sufi. A questo livello si è fermi nella fede e si abbandonano le cattive abitudini. L'anima diventa tranquilla, in pace. In questa fase i Sufi hanno abbandonato tutto il materialismo e i problemi del mondo e sono soddisfatti nella volontà di Dio.

## Quattro ulteriori fasi dellanafs
Oltre alle tre principali, talvolta vengono menzionati altre quattro fasi

### Lanafsispirata (nafs-i-mulhama)
Questa fase avviene fra la seconda e la terza. È la fase dell'azione. A questo livello si diventa "più fermi nell'ascoltare la propria coscienza, ma non ancora abbandonati ad essa". Dopo aver visto le proprie debolezze e fissato i propri obiettivi, l'ego ispira a fare il bene e raggiungere i meritevoli. I Sufi rilevano l'importanza di compiere immediatamente il bene non appena si pensa ad esso. Abbas Bin Abdul Muttalib propone queste tre regole:
1. Ta'Jeel o Velocità. Una buona intenzione deve essere immediatamente eseguita, senza pigrizia.
2. Tehqeer o Disprezzo. Bisogna guardare con disprezzo le proprie buone azioni per non diventare troppo fieri di sé.
3. Ikhfa o Segretezza. Bisogna tenere segrete le proprie buone azioni affinché per non essere al centro delle altrui preghiere, fatto che farebbe diventare eccessivamente orgogliosi.

Secondo il Corano, la carità deve essere fatta sia segretamente che apertamente. 
(Corano, Sura 14, vv. 31, traduzione di Roberto Hamza Piccardo, 1994)

### Lanafscompiaciuta (nafs-i-radiyya)
Questa fase viene dopo la terza delle principali. A questo livello "ci si compiace con qualsiasi cosa venga da Allah e non appartenga né al passato né al futuro, ma al momento." "Si pensa sempre: ‘Ilahi Anta Maqsudi wa ridhaka matlubi’. Ci si vede sempre deboli e bisognosi di Allah."

### Lanafscompiacente (nafs-i-mardiyya)
A questo livello i due Ruh dell'uomo "si sono rappacificati". "Si diventa morbidi e tolleranti con gli uomini e si manifesta un buon Akhlak, buone maniere."

### Lanafspura (nafs-i-safiyya)
A questo livello "ci si veste degli attributi dell'insan kamil, l'uomo perfetto, che è completamente sottomesso e ispirato da Allah." Si è "in completa comunione con la Volontà di Allah".

## Caratteristiche dellanafs
Nel suo stato primitivo la  nafs ha sette teste che devono essere sconfitte
1. Orgoglio ipocrita (Takabbur)
2. Avarizia (Hirs)
3. Invidia (Hasad)
4. Lussuria (Shahwah)
5. Calunnia (Gheebah)
6. Grettezza (Bokhl)
7. Malizia (Keena)